# Коняхин, Николай Васильевич
Никола́й Васи́льевич Коня́хин (23 июля 1925 — 1 октября 1993) — металлург КМК, Герой Социалистического Труда.
Родился в д. Федяшево Белевского уезда Тульской губернии.
Окончил восемь классов средней школы и школу ФЗО (ныне Новокузнецкий Транспортно-Технологический Техникум).
С декабря 1942 года работал во втором мартеновском цехе КМК (начинал с подручного сталевара).
Новатор, мастер скоростного сталеварения.
За выдающиеся успехи, достигнутые в деле развития чёрной металлургии, Указом Президиума Верховного Совета СССР от 19 июля 1958 года Коняхину Н. В. присвоено звание Героя Социалистического Труда с вручением ордена Ленина и золотой медали «Серп и Молот».
Почётный металлург, награжден медалями «За доблестный труд в Великой Отечественной войне 1941—1945 гг.» (1948 г.), «За трудовое отличие» (1949 г.), «За трудовую доблесть» (1953 г.).
В 1959 г. избран депутатом Верховного Совета РСФСР V созыва, был членом его президиума.
Умер в Новокузнецке в 1993 году.